# Chester Carlson
Chester Floyd Carlson (* 8. Februar 1906 in Seattle, Washington; † 19. September 1968 in New York) war Physiker und Patentanwalt. Er gilt als Erfinder des modernen Fotokopierers nach dem Prinzip der Elektrofotografie. Ebenfalls verwendet wird der Begriff Xerografie (griechisch für „trocken schreiben“).

## Leben

### Kindheit und Jugend
Chester F. Carlson war das einzige Kind von Olof Adolph (* 1870; † 1932) und Ellen Josephine Carlson, geb. Hawkins (* 1870; † 1923). Bedingt durch die Arbeitsunfähigkeit seines an Arthritis und Tuberkulose leidenden Vaters lebte die Familie in bitterster Armut. Auf der Suche nach einem heilsamen Klima zogen die Carlsons oft um, allerdings ohne den erhofften Erfolg. In San Bernardino, Kalifornien, wurde die Familie um 1912 schließlich ansässig und der kleine Chester eingeschult.
Durch seine Armut war der Junge in der Schule ein Außenseiter, der wenig Kontakt zu seinen Mitschülern hatte. Schon ab seinem achten Lebensjahr half Chester durch kleine Jobs mit, den Lebensunterhalt seiner Familie zu bestreiten. Im Alter von zwölf Jahren begann sein Tag bereits um vier Uhr morgens: Vor Schulbeginn arbeitete er zwei bis drei Stunden, putzte Schaufenster und Ladenlokale. Nach der Schule ging die Arbeit weiter, mit einem alten Fahrrad fuhr der Junge von Job zu Job. Er half bei der Ernte, verkaufte Sodawasser und züchtete Meerschweinchen für ein Versuchslabor. Mit vierzehn Jahren besuchte er die High School. Zu dieser Zeit verdiente er rund 60 Dollar im Monat und war der Haupternährer seiner Familie.
Trotz der großen Belastung war Chester Carlson ein guter Schüler, der sich besonders für Naturwissenschaften und Literatur interessierte. Schon mit fünfzehn Jahren fasste er den Entschluss, Erfinder zu werden. Er sah dies als Chance, die Armut seiner Familie zu besiegen und zugleich der Gesellschaft etwas Gutes zu tun. Zu dieser Zeit begann er auch, seine Ideen in Notiz- und Tagebüchern festzuhalten. Dies behielt er bis an sein Lebensende bei; seine gesamten Aufzeichnungen sind auf Mikrofilm in der New York Public Library öffentlich zugänglich.
Der junge Carlson interessierte sich auch für die Drucktechnik, die er als Putzhilfe in einer örtlichen Druckerei kennengelernt hatte. Mit einer ausgemusterten, pedalbetriebenen Druckmaschine publizierte er „The Amateur Chemist Press“, eine Zeitschrift, die er im Alleingang herstellte und seinen naturwissenschaftlich interessierten Mitschülern im Abonnement anbot. Bei diesem Projekt wurde ihm klar, wie viel Arbeit für die drucktechnische Reproduktion erforderlich war, und er machte sich erstmals Gedanken über einfachere Vervielfältigungsmethoden.
Chester Carlsons Mutter starb an Tuberkulose, als er siebzehn Jahre alt war, und Carlson musste sich neben der Schule und seinen Jobs auch noch um die Versorgung seines kranken Vaters kümmern. Dennoch schloss er die High School mit guten Noten ab. Dem Rat seines Onkels Oscar folgend, bewarb sich Carlson um einen Platz am Riverside Junior College. Dort gab es ein Studienprogramm, bei dem die Studenten im sechswöchigen Turnus zwischen Studium und Broterwerb wechselten. So konnten auch Studenten aus armen Familien die Studiengebühren bezahlen. Carlson fand Arbeit in einer Zementfabrik und bezog mit seinem Vater eine Einzimmer-Wohnung in Riverside.

### Studium und erste Berufserfahrungen
Er wählte anfangs Chemie als Hauptfach, wechselte aber bald zur Physik. Sein Professor Howard Bliss kümmerte sich intensiv um Carlson und unterstützte den schüchternen jungen Mann mit Rat und Tat. So schaffte es Carlson, sein Grundstudium in drei statt in vier Jahren abzuschließen. Er bewarb sich dann am California Institute of Technology (CalTech) und wurde dort im Herbst 1928 aufgenommen. Mit seinem Vater zog er nach Pasadena und studierte zwei weitere Jahre unter schwierigen finanziellen Verhältnissen. Als er 1930 seinen Abschluss am CalTech machte, herrschte im ganzen Land die Weltwirtschaftskrise und eine steigende Arbeitslosigkeit. Über 80 Bewerbungen, die Carlson in seinem letzten Semester verschickte, brachten kein Ergebnis. Doch zu guter Letzt hatte er Glück und erhielt im Frühjahr 1931 eine Anstellung als Forschungsingenieur in den Bell Telephone Laboratories in New York City. Der Gesundheitszustand seines Vaters hatte sich zum Glück so weit stabilisiert, dass er ihn in San Bernardino in der Obhut eines früheren Nachbarn zurücklassen konnte. Carlson fand eine günstige Mitfahrgelegenheit und erreichte nach einem Monat New York.
Zwei Jahre lang lebte er in Brooklyn, zuerst im YMCA, dann in einem Fremdenheim und bei seiner Tante Ruth in Passaic (New Jersey), immer bestrebt, seine Lebenshaltungskosten möglichst niedrig zu halten, um seine Schulden aus der Studienzeit am CalTech zurückzahlen zu können. Schließlich zog er nach New York, wo er sich ein Einzimmer-Appartement mit Lawrence Dummond teilte, einem Reporter, der nachts für die Daily News arbeitete.
Seine Arbeit bei Bell (er machte Qualitätsstichproben an Kohle für die Sprechmuscheln von Telefonen) empfand Carlson als Sackgasse. Schon während seines Studiums hatte er in seinem Tagebuch notiert, dass er sich wegen seiner Ungeschicklichkeit nicht für Laborarbeit eignete. Nach einem Jahr wechselte er in die Patentabteilung des Unternehmens und wurde dort Assistent eines Patentanwalts. So hoffte er, sich für seinen Traum, Erfinder zu werden, eine bessere Ausgangsbasis zu schaffen. Mehr als 400 Ideen für Erfindungen aus allen Bereichen des täglichen Lebens notierte er in diesen Jahren in seinen Notizbüchern.
1932 verschlechterte sich plötzlich der Gesundheitszustand von Carlsons Vater. Er reiste sofort mit dem Bus nach San Bernardino, doch er kam zu spät. Sein Vater war am Tag zuvor gestorben und so konnte er nur noch dessen Beerdigung arrangieren und die Wohnung auflösen.
Auf Grund der Wirtschaftskrise war sein Arbeitsplatz bei Bell nicht mehr sicher und im Sommer 1933 wurde er, wie viele andere Kollegen, entlassen. Das war ein Tiefpunkt in seinem Leben. Aber Carlson gab nicht auf, sondern fragte bei allen Patentanwälten New Yorks nach Arbeit. Nach sechs Wochen fand er eine neue Anstellung und wechselte nach einem Jahr zu P. R. Mallory, einem bekannten Hersteller von elektrischen und elektronischen Bauteilen.
Für die Arbeit in der Patentabteilung wurden täglich viele Kopien von Texten und Zeichnungen benötigt: Die Patentschriften wurden mit der Schreibmaschine und Kohlepapier vervielfältigt, die Zeichnungen von Dienstleistungsunternehmen fotografisch kopiert. Carlson erkannte den Bedarf für ein einfaches Bürokopiergerät ohne aufwändige fotografische Prozeduren und konzentrierte schließlich seine Erfindertätigkeit auf die Lösung dieses Problems.
Im Herbst 1934 heirateten Chester F. Carlson und Elsa von Mallon. Das Paar bezog eine kleine Wohnung in einem Haus in Jackson Heights, Queens, das Elsas deutschstämmigen Eltern gehörte. Carlson hatte endlich seine Schulden zurückgezahlt, doch sein Verdienst als Patentanwaltsgehilfe war nicht hoch – und er musste nun für zwei sorgen. Hinzu kam, dass ihn seine Schwiegermutter nicht akzeptierte. So wurde für Carlson sein Plan, ein neues Kopierverfahren zu erfinden, zu einer Art fixen Idee, zur idealen Lösung all seiner finanziellen und familiären Probleme. Doch er war diszipliniert genug, um sich auch beruflich weiterzubilden, und besuchte ab 1936 die Abendklasse der New York Law School, um sein Diplom als Patentanwalt zu machen.

### Entwicklung des Fotokopierverfahrens
An den Wochenenden studierte er in der New York Public Library (NYPL) die juristische Literatur. Weil er es sich nicht leisten konnte, all diese Bücher zu kaufen, kopierte er lange Textpassagen von Hand. Wieder wurde Carlson bewusst, welche Erleichterung ein einfaches Kopierverfahren bedeuten würde. Die mühevolle Studienarbeit wurde durch Schreibkrämpfe und Rückenschmerzen erschwert, an denen er häufig litt. Besorgt stellte er in dieser Zeit erste Anzeichen von Arthritis bei sich fest, der Krankheit, durch die sein Vater zum Behinderten wurde. Wenn die Schmerzen beim Abschreiben zu stark wurden, dann las er alles, was er in der Bibliothek über Druck, Vervielfältigung und Kopie finden konnte – immer auf der Suche nach einer Anregung, wie er seine Idee eines neuen Kopierverfahrens in die Tat umsetzen könnte.
So verging mehr als ein Jahr, aber außer einigen fruchtlosen Versuchen und vielen Notizen hatte Carlson noch nichts Greifbares erreicht, obwohl er fast seine ganze freie Zeit auf die Lösung des Problems verwandte. Die konventionellen fotografischen Methoden hatte er ebenso als ungeeignet für ein kompaktes Bürokopiergerät abgetan wie seine Idee, mit einem – noch zu erfindenden – universalen chemischen Lösungsmittel Abdrucke von Dokumenten in der Kopierpresse zu erstellen. Er fragte sich, ob es nicht noch andere Reaktionen von Licht und Materie gab als die allgemein bekannten. Da stieß er in der NYPL auf das Buch „Photoelectric Phenomena“ und fand darin die Inspiration, nach der er gesucht hatte: Er würde durch Lichteinwirkung auf geeignete Stoffe Elektrizität erzeugen und diese für eine elektrochemische Reaktion zur Erzeugung von Kopien nutzen.
Sein erster Versuch misslang kläglich: „Ich dachte, wenn ich eine Schicht fotoleitfähigen Materials in engen Kontakt mit einem chemisch sensibilisierten Papier brächte, würde sich letzteres unter dem Einfluss der durch Licht erzeugten elektrischen Spannung verfärben.“ Doch nichts geschah. Carlson war enttäuscht – aber er arbeitete sich tiefer in die komplexen Zusammenhänge der Fotoelektrizität ein und fand schließlich heraus, warum diese Idee nicht funktionieren konnte. Aber eine praktikable Lösung fand er nicht, bis er in einer deutschen wissenschaftlichen Zeitschrift auf einen Aufsatz des ungarischen Physikers Pál Selényi (1884–1954) stieß, in dem dieser über ein Verfahren zur elektrischen Übertragung und Aufzeichnung von fotografischen Bildern berichtete, das er bereits in den späten 1920er Jahren entwickelt hatte. Selényi nannte seine Erfindung „Elektrografie“ und beschrieb unter anderem eine Methode, mit der er die zwecks Fernübertragung in elektrische Impulse zerlegten Bilder wieder sichtbar machen und auf einen Bildträger übertragen konnte. Diese Erfindung gab Carlson den entscheidenden Anstoß, wie er selbst später oft betonte.
Er begann unverzüglich mit der Ausarbeitung eines Kopierverfahrens und der Konzeption eines entsprechenden Fotokopierapparates. Sein Verfahren – er nannte es „Electron Photography“ – und den Fotokopierer meldete er am 8. September 1938 zum Patent an. Anders als Selényi, der z. B. mittels gelenkter Ionen-Emissionen elektrostatische Ladungen zeilenweise auf nichtleitende Oberflächen „schrieb“, wollte Carlson eine flächenhafte fotografische Reproduktion in Form eines elektrostatischen Ladungsbildes erzeugen.
Laut Carlsons Patentschrift (U.S. Patent Nr. 2,221,776) sollten durch die bildmäßige Belichtung einer festinstallierten dünnen Schicht fotoelektrischen Materials in der Kamera des Fotokopierers Elektronen freigesetzt werden, die auf der Oberfläche des elektrisch nichtleitenden Kopierpapiers „eingefangen“, dort entwickelt und schließlich fixiert wurden. Zur Entwicklung diente – wie bei Selényi – ein feines Pulver, das von dem elektrostatischen Ladungsbild auf dem Kopierpapier angezogen und auf diesem beispielsweise durch Wärme dauerhaft fixiert werden sollte.
Die Vorteile im Vergleich zur konventionellen fotografischen Methode waren zum einen die theoretisch unbegrenzte Wiederverwendbarkeit des fotoelektrischen Aufnahmematerials und zum anderen die trockene, schnelle Entwicklung und Fixierung der Kopien. Dass keine teuren Silbersalze benötigt wurden, war ein weiterer Vorteil.

### Zusammenarbeit mit Kornei und praktische Umsetzung
Carlson hatte einen großen Fortschritt erzielt, aber ihm war auch klar, dass es schwierig sein würde, nur mit der Patentschrift Lizenznehmer für sein Verfahren zu finden. Er würde seine Erfindung vor potentiellen Interessenten zumindest demonstrieren müssen – am besten mit einem funktionsfähigen Modell. Die Herstellung der Materialien und der Bau des von ihm entworfenen Fotokopierapparates überstiegen jedoch seine handwerklichen und finanziellen Möglichkeiten.
Die Lösung dieser Schwierigkeiten versuchte Carlson auf zweierlei Art. Er überlegte, ob es nicht eine noch einfachere Variante des von ihm erdachten Verfahrens gäbe. Und er rechnete genauestens aus, wie viel Geld er jeden Monat für einen erfahrenen wissenschaftlichen Assistenten aufbringen könnte. Da er seine Experimente bisher in der Küche oder im Keller durchgeführt hatte, würde er zudem einen Raum für ein Labor mieten müssen.
Die finanzielle Seite ließ sich schnell ausrechnen: 115 Dollar pro Monat waren sein Ausgabenmaximum. Die Vereinfachung seines patentierten Verfahrens war schwieriger und im Grunde nur durch Experimente zu erreichen. Deshalb fing Carlson noch einmal ganz von vorne an und überdachte alles, was er über Fotoelektrizität gelernt hatte. Plötzlich kam ihm eine neue Idee: Es gibt Stoffe, die sogenannten Fotoleiter, die im Dunklen elektrische Isolatoren sind, aber unter Einfluss von Licht elektrisch leitend werden. Wenn er eine Metallplatte mit einem solchen Stoff beschichten und im Dunklen elektrostatisch aufladen würde, dann müsste dieser bei der bildmäßigen Belichtung die aufgebrachte Ladung überall da verlieren, wo das Licht auf die fotoleitfähige Schicht traf. An den dunklen Stellen der Vorlage bliebe die Ladung erhalten. Das so entstandene elektrostatische Ladungsbild ließe sich durch ein feines Pulver sichtbar machen und auf Papier übertragen.
Carlson versuchte umgehend die neue Methode praktisch umzusetzen. Als Fotoleiter wählte er den preiswerten Schwefel und als Basis Klischeeplatten aus Zink in der Größe einer Visitenkarte. Doch schon am Überziehen der Zinkplatten mit einer dünnen und gleichmäßigen Schwefelschicht scheiterte er kläglich. Der geschmolzene Schwefel fing beim ersten Versuch Feuer und die ätzenden Dämpfe waren noch nach Tagen in der Küche zu riechen. Der Versuch, ein feines Bildpulver aus gefärbtem Harz herzustellen, verlief etwas erfolgreicher, doch insgesamt führten Carlsons Bemühungen zu keinem vorzeigbaren Ergebnis.
Bei der Suche nach einem fähigen Assistenten hatte der Erfinder Glück: Der Physiker Otto Kornei (1903–1993) hatte in Wien als Elektroingenieur gearbeitet. Er war vor den Nazis mit seiner Familie aus Österreich in die U.S.A. geflohen und suchte dringend Arbeit. Carlson war der einzige, der sich auf sein Stellengesuch meldete. Er stellte Kornei seine Erfindung vor und bot ihm an, für 90 Dollar Monatslohn sechs Monate lang bei der Weiterentwicklung seines Kopierverfahrens zu assistieren. Das war selbst für damalige Zeiten kaum mehr als ein Hungerlohn, aber in der Hoffnung, während dieser Zeit eine besser bezahlte Stelle zu finden, willigte Kornei ein. Ihr Vertrag beteiligte Kornei mit 20 Prozent an den ersten 10.000 Dollar und mit 10 Prozent an allen weiteren Einnahmen aus der Erfindung. Dafür gingen die Rechte an allen eventuellen Verbesserungen und Folgeerfindungen, die Kornei während seiner Tätigkeit machte, auf Carlson über.
Am 6. Oktober 1938 begann Kornei seine Arbeit in dem behelfsmäßigen Laborraum in Astoria, Queens, den Carlson für 15 Dollar monatlich von seinen Schwiegereltern gemietet hatte. Für Kornei war es ein Leichtes, die Zinkplatten gleichmäßig mit Schwefel zu beschichten, und er zeigte Carlson, wie diese ganz einfach durch Reibung elektrostatisch aufgeladen werden konnten. Schon die ersten Belichtungsversuche verliefen vielversprechend, und nachdem auch die Herstellung eines feinen dunklen Bildpulvers aus gefärbten Bärlappsporen (Lycopodium) gelungen war, setzen die beiden als Termin für ihr erstes Fotokopier-Experiment den 22. Oktober 1938 fest.
An diesem Samstag hatte Kornei alles Erforderliche vorbereitet. Die Schwefelschichten auf den Zinkplatten waren glatt und gleichmäßig poliert, eine starke Mazda-Fotolampe stand für die Belichtung bereit und eine mit schwarzer Tusche beschriftete kleine Glasscheibe sollte als Kopiervorlage dienen: „10.-22.-38 ASTORIA“ hatte Kornei darauf geschrieben.
Sie verdunkelten den Raum und Kornei rieb die Schwefelschicht auf der Zinkplatte etwa eine halbe Minute lang heftig mit einem Baumwolltuch. Durch die Reibung lud sich die Schwefeloberfläche elektrostatisch auf und die Platte wurde lichtempfindlich. Nun legte Kornei die beschriftete Glasscheibe mit der Schriftseite auf die Schwefelplatte und belichtete etwa 10 Sekunden lang mit der Fotolampe. Dadurch erzeugte er ein unsichtbares elektrostatisches Abbild der Schrift. Aus einem mit grobmaschigem Stoff verschlossenen Reagenzglas bestäubte er die Platte gleichmäßig mit dem feinen Bildpulver und entfernte anschließend das überschüssige Pulver durch vorsichtiges Blasen. Die kopierte Schrift wurde sichtbar. Carlson legte ein passendes Stück Wachspapier auf die Pulverschicht und rollte mit einer kleinen Gummiwalze über dessen Rückseite. Durch den Druck wurde das Bildpulver in die Wachsschicht gepresst. Durch anschließendes leichtes Erwärmen verband sich das Pulver dauerhaft mit dem Wachspapier und die erste Elektro-Fotokopie war fertig.
Zwar war das Ergebnis des ersten Versuchs alles andere als perfekt, doch Carlsons Idee funktionierte genau so, wie er es vorausgesehen hatte. Er und Kornei wiederholten das Experiment mehrere Male, um zu beweisen, dass sich die Schwefelschicht problemlos wiederverwenden ließ. Noch am selben Tag skizzierte Carlson ein Gerät mit einer sich drehenden fotoleitfähigen Trommel, das kontinuierlich Papierkopien von Mikrofilmvorlagen liefern sollte. Um die Trommel herum waren die einzelnen Verfahrensschritte Aufladung, Belichtung, Entwicklung, Übertragung und Löschbelichtung angeordnet. Dieses Konzept sollte erstmals in den 1950er-Jahren in den CopyFlo-Printern von Haloid-Xerox realisiert werden. Es fand ab 1960 Anwendung in allen xerografischen Bürokopierautomaten und bildet noch heute die Grundlage der digitalen elektrofotografischen Kopierer und Laserdrucker.
In den folgenden Monaten gelangen Kornei weitere Verbesserungen des Verfahrens. Er fand neue Fotoleiter wie das Anthracen und entwickelte neue Verfahren zur Beschichtung der Metallplatten sowie neue Bildpulver (Toner) aus gefärbten natürlichen Harzen. Durch den Zusatz von lithografischer Kreide zum Toner gelang es, Kopien zu erstellen, die als Papier-Druckplatten für den Bürooffsetdruck dienen konnten. Aber Kornei beschrieb in seinem Labortagebuch auch, wie unberechenbar der Prozess noch war: Bei hoher Luftfeuchtigkeit ließen sich die Fotoleiter nicht gleichmäßig durch Reibung aufladen. Die Bildpulver neigten dazu sich ungewollt elektrostatisch aufzuladen und wurden zudem schnell klumpig.
Im März 1939, nach Ablauf der vereinbarten sechs Monate nahm Otto Kornei eine Stelle bei der Brush Development Company in Cleveland an. Carlson reichte kurz danach, am 4. April 1939, sein zweites (oder eventuell sein drittes, siehe weiter oben) Patent ein (U.S. Patent Nr. 2,297,691), mit dem er alle potentiellen Einsatzmöglichkeiten seiner nun „Electrophotography“ genannten Erfindung schützen ließ. Kurz bevor Kornei nach Cleveland zog, bat er Carlson, ihm die Rechte an einer seiner Erfindungen zu überlassen, die er kurz vor Ablauf seines Vertrages in Astoria gemacht hatte. Im Gegenzug dafür wollte er auf die ihm zustehenden Einnahmen (s. oben) aus der Elektrofotografie verzichten. Carlson willigte ein und die beiden blieben in freundschaftlichem Kontakt zueinander.

### Die Suche nach Lizenznehmern
Carlson schloss wenig später sein Abendstudium ab und versuchte nun seine Erfindung zu vermarkten. Er stieß auf wenig Interesse, doch einige der rund 20 Unternehmen, die er angeschrieben hatte, luden ihn ein, eine Vorführung seiner Erfindung zu geben. Für derartige Demonstrationszwecke hatte Kornei alle notwendigen Materialien zusammengestellt. Die Vorführungen entsprachen im Wesentlichen dem Astoria-Experiment und brachten nicht den gewünschten Erfolg. Offensichtlich erkannte niemand das Potential der Elektrofotografie und dem scheuen, introvertierten Erfinder gelang es nicht, seine Gesprächspartner zu überzeugen.
Nach zahlreichen Misserfolgen plante Carlson, die Vorzüge seiner Erfindung mit einem funktionsfähigen Kopierer-Modell ins rechte Licht zu rücken. Am 16. November 1940 reichte er seine Patentanmeldung für einen elektrofotografischen Bürokopierer ein, ein Tischgerät von der Größe einer Schreibmaschine. Im selben Monat wurde sein zweites Patent erteilt und in der New York Times erschien eine kurze Besprechung seiner Erfindung. Darauf meldete sich ein leitender Mitarbeiter von IBM bei Carlson und bat um eine Vorführung, die aber ebenfalls ohne greifbares Resultat verlief. In einem Brief bot der Erfinder IBM eine exklusive Lizenz für nur 10.000 Dollar an.
Weil Carlson sein Modell bei der ersten Demonstration erwähnt hatte, wurde er gebeten, mit diesem eine weitere Vorführung zu geben. Er hatte bereits einen Modellbauer beauftragt, doch der schaffte es nicht, ein funktionsfähiges Gerät zu liefern und auch ein anderer Modellbauer konnte die, laut David Owen vorhandenen, konstruktionsbedingten Mängel seines Entwurfs nicht ausgleichen. Das Modell hatte Carlson viel Geld gekostet, war in vielerlei Hinsicht visionär, aber für wirklich überzeugende Vorführungen ungeeignet. Er konnte nicht noch mehr Geld investieren und so kamen die Verhandlungen mit IBM und weiteren Unternehmen 1943 zum Stillstand. Im selben Jahr trennte sich Carlson von seiner Frau Elsa, die Ehe der beiden wurde 1945 geschieden. Da er inzwischen Leiter der Patentabteilung bei P. R. Mallory geworden war, blieb ihm nun noch weniger Zeit für die Weiterentwicklung seiner Erfindung.

### Weiterentwicklung durch das Battelle Memorial Institute
Als Carlson 1944 bei P. R. Mallory mit Russell W. Dayton, einem Ingenieur des Battelle Memorial Instituts in Columbus/Ohio zusammentraf, erzählte er diesem auf gut Glück von seiner Erfindung und gab ihm eine Kopie seiner Patentschrift. Einige Wochen später bat ihn Dayton, seine Erfindung im Institut vorzuführen. Diesmal war die Reaktion auf Carlsons Vorführung positiv. Die anwesenden Wissenschaftler erkannten sofort die vielfältigen Möglichkeiten der Elektrofotografie: Roland M. Schaffert, Leiter der „Graphic Arts Group“ am Institut, setzte sich für die Erforschung und Entwicklung des Verfahrens durch Battelle ein und im Herbst 1944 schlossen Carlson und Battelle einen Lizenzvertrag. Carlson sollte 40 Prozent aller Einnahmen aus seiner Erfindung erhalten. Die erneute Suche nach Lizenznehmern blieb aber wieder erfolglos.
Dies änderte sich 1945: Nicolas Langer, ein aus Ungarn stammender Patentanwalt und Erfinder, war Anfang 1944 – noch vor Carlsons Verhandlungen mit Battelle – auf dessen Erfindung aufmerksam geworden und hatte einen Bericht darüber in dem Magazin „Radio News“ veröffentlicht. Eine Zusammenfassung seines Artikels erschien acht Monate später in einem Bulletin des Unternehmens Eastman Kodak. Auf diesen Artikel stieß John Dessauer, Forschungsleiter der Haloid Company, einem mittelständischen Hersteller von Fotopapieren und Rectigraph-Fotokopierern in Rochester, New York – wo auch der Branchenriese Kodak ansässig war. Joseph C. Wilson, der junge CEO von Haloid, war auf der Suche nach neuen Produkten. Er wollte das Unternehmen unabhängig vom Wettbewerb mit Kodak machen. Wilson war sofort interessiert und reiste mit Dessauer zum Battelle-Institut. Was sie dort sahen überzeugte sie. Nach weiteren Treffen und Gesprächen unterschrieb Wilson im Dezember 1946 einen Lizenzvertrag mit dem Battelle-Institut. Dieser erlaubte es Haloid für eine jährliche Lizenzgebühr elektrofotografische Kopiergeräte zu entwickeln und zu vermarkten, die weniger als 20 Kopien pro Minute liefern sollten.
Im Herbst 1945 lernte Carlson seine spätere Frau Dorris Helen Hudgins (1904–1998) kennen, Anfang 1946 heiratete das Paar – für beide war es die zweite Ehe. Carlson hatte Ende 1945 seine Stelle bei P. R. Mallory gekündigt und für rund ein Jahr als freier Patentanwalt gearbeitet, ehe er sein eigenes Unternehmen gründete, in dem Dorris als seine Sekretärin arbeitete.
Die Entwicklungsarbeit an der Elektrofotografie wurde 1947 und 1948 ausschließlich am Battelle-Institut vorangetrieben. Durch Joseph C. Wilsons Kontakte zum US Army Signal Corps gelang es ihm 1948, den ersten Forschungsauftrag über 100.000 Dollar zu erhalten. Drei Jahre nach Hiroshima und Nagasaki suchte die U.S. Army nämlich nach einem fotografischen Verfahren, das im Gegensatz zur konventionellen Fotografie auch in strahlenverseuchten Gebieten funktionsfähig sein würde.
Die nun mögliche intensive Forschung führte auch zu wesentlichen Fortschritten im Bereich der Bürokopie. Der wohl wichtigste Schritt war die Entdeckung des amorphen Selens als Fotoleiter durch den Battelle-Physiker William Bixby. Amorphes Selen reagiert tausendmal empfindlicher als Schwefel oder Anthracen. Damit wurde erstmals die Belichtung des Fotoleiters mittels Reproduktionskamera – und damit auch die optische Vergrößerung oder Verkleinerung von Vorlagen mittels Elektrofotografie möglich. Für das Signal Corps wurde ein xerografischer Sofortbild-Fotoapparat gebaut, die sogenannte „One-Minute-Minnie“.

### Erste öffentliche Präsentation der Xerografie
Haloid hatte 1948 den Vertrag mit Battelle in eine exklusive Lizenz umgewandelt. Das Unternehmen beschloss, sein Engagement für Carlsons Erfindung – gemeinsam mit dem Battelle-Institut – nun auch öffentlich bekannt zu machen. Man wählte die jährliche Versammlung der Optical Society of America als Plattform. Diese sollte am 24. Oktober in Detroit stattfinden – zwei Tage nach dem zehnten Jahrestag des Astoria-Experiments von Carlson und Kornei. Da „Elektrofotografie“ als Name für das Verfahren einerseits zu technisch und andererseits zu wenig revolutionär erschien, suchte man nach einer neuen Bezeichnung. Ein Mitarbeiter der Public-Relations-Abteilung bei Battelle fragte einen Professor an der Ohio State University um Rat. Dieser schlug vor, aus den griechischen Worten für „trocken“ und „schreiben“ das Kunstwort „Xerography“ zu bilden.
Bei der Vorführung in Detroit wurden die einzelnen Schritte der Xerografie in separaten Stationen von den beteiligten Wissenschaftlern und Ingenieuren demonstriert. Die Produktion einer xerografischen Kopie dauerte knapp eine Minute und die Vorführung wurde ein publizistischer Erfolg. In den folgenden Monaten arbeitete man bei Haloid mit Hochdruck an der Fertigstellung des ersten xerografischen Bürokopierers. Es dauerte rund ein Jahr, bis die ersten Exemplare des „XeroX Model A“ getauften Apparates fertiggestellt waren. „XeroX“ wurde von der Haloid Company als Markenname für die xerografischen Produkte geschützt. Die Mitarbeiter gaben dem kastenförmigen Fotokopierapparat den Spitznamen „Ox-Box“. (Bildverweis?) In den Apparat integriert waren (von oben nach unten) die Belichtung mittels Durchleuchtung der Vorlage, die Koronaeinheit zur Aufladung der Selenplatten und die Entwicklungseinheit. Zur Übertragung des Tonerbildes von der Selenplatte auf einfaches Schreibpapier diente wiederum die Koronaeinheit. Der Kunstharztoner wurde in einem separaten kleinen Heizofen auf dem Papier fixiert.
Zur Erstellung einer Fotokopie mit der Ox-Box legte man das Original mit der Rückseite auf das Vorlagenglas. Es konnten alle Arten von einseitig beschriebenen, durchscheinenden Strichvorlagen, wie Briefe, Rechnungen oder Zeichnungen, aber keine Bücher und keine Flächen kopiert werden. Dann wurde eine Selenplatte in die Koronaeinheit geschoben, elektrostatisch aufgeladen und mit einem Schieber lichtdicht verschlossen. Die Platte wurde in der Belichtungseinheit über der Vorlage befestigt und der Schieber entfernt. Nach dem Verschließen der Belichtungseinheit lag die Vorlage in engen Kontakt auf der Selenplatte. Durch einen Knopfdruck löste man die Belichtung aus – mittels Zeitschaltuhr ließ sich diese auf unterschiedliche Vorlagen abstimmen. Die belichtete Platte wurde wieder verschlossen, herausgenommen und nun auf dem Entwicklertrog befestigt. Nachdem der Lichtschutz wieder entfernt und die Platte fest arretiert wurde, drehte man den Trog mehrmals langsam um seine Achse, so dass das Gemisch aus Toner und Entwickler (beschichtete Sandkörnchen oder Glaskügelchen) über die Oberfläche der Selenplatte glitt. Dadurch wurde das elektrostatische Ladungsbild entwickelt. Die Selenplatte wurde abgenommen und einige Zentimeter in die Koronaeinheit geschoben. Dann legte man vorsichtig ein Blatt Schreibpapier auf das Tonerbild, drückte den Transferknopf und schob die Platte langsam in den Schlitz der Einheit. Die Korona lud nun die Rückseite des Papiers elektrostatisch auf. Dadurch wurde der Toner auf das Papier übertragen. In der separaten Fixiereinheit wurde das thermoplastische Tonerpulver bei rund 180 Grad Celsius mit dem Papier verschmolzen und die xerografische Kopie war fertig.

### Misserfolg als Bürokopiertechnik
Um die Marktakzeptanz des neuen Fotokopierers zu testen, stellte Haloid die Apparate bei einigen Unternehmen kostenlos zur Probe auf. Das Resultat war niederschmetternd. Alle Unternehmen schickten ihr „XeroX Model A“ nach kurzer Probezeit zurück: Zu kompliziert und zu langwierig für den Büroeinsatz, lautete das einstimmige Urteil. Dass dieser Anfang nicht zugleich das Ende der Xerografie wurde verdankte Haloid der Tatsache, dass sich mit dem Model A auch Papierdruckplatten für den Bürooffsetdruck erstellen ließen. Dies hatten Carlson und Kornei bereits vorausgesehen und erprobt. Da damals viele Unternehmen größere Auflagen mit einer Bürooffsetmaschine vervielfältigten und die Erstellung der Druckfolien zeitaufwändig und kostspielig war, gab es einen Markt mit dem Haloid nicht gerechnet hatte. Und auf diesem Markt war das XeroX-Gerät ohne Konkurrenz. Es gab keine schnellere und preiswertere Methode zur Erstellung von Papierdruckplatten. Mit den Gewinnen aus diesem Marktsegment erhielt Haloid eine gute Grundlage für die Weiterentwicklung der Xerografie. Und auch Chester Carlson, der seit 1948 bei Haloid als Patentanwalt angestellt war, verdiente zum ersten Mal mit seiner Erfindung mehr Geld, als er in all den Jahren zuvor hineingesteckt hatte.
Haloid brachte 1953 mit dem „Model D“ ein für die Erstellung von Druckplatten optimiertes Gerät auf den Markt, das bis in die 1970er-Jahre verkauft wurde. Mit der optional erhältlichen „Camera Nr. 1“ ließen sich auch doppelseitige Vorlagen und Bücher 1:1 kopieren und mit der „Camera Nr. 4“ waren auch stufenlose Vergrößerungen und Verkleinerungen möglich, allerdings weiterhin manuell, wie beim Model A.
Der erste xerografische Automat war kein Bürokopierer, sondern ein Rückvergrößerungsgerät für Mikrofilm: 1954 wurde der „XeroX CopyFlo 11 Printer“ vorgestellt, er produzierte rund 30 Seiten pro Minute auf Normalpapier. Zum ersten Mal wurde eine Selentrommel als Fotoleiter eingesetzt – alle Prozesse konnten somit kontinuierlich ablaufen, wie es Carlson bereits in der Patentschrift seines Modells vorgesehen hatte.
Carlson hatte die Gründung einer eigenständigen Patentabteilung bei Haloid durchgesetzt, um mehr Zeit für die Lösung technischer Aufgaben zu haben. Er wirkte bis Mitte der 1950er-Jahre aktiv an der Weiterentwicklung der Xerografie bei Haloid mit und erhielt zahlreiche weitere Patente. 1955 wurde er zum Vorsitzenden des unternehmensinternen „Small Copier Committee“ ernannt. Dieses Komitee sollte die Planungen zur Entwicklung des ersten vollautomatischen xerografischen Bürokopierers kritisch abwägen und beurteilen. Das Urteil fiel positiv aus und die Ingenieure begannen mit der Arbeit.
Zur gleichen Zeit verhandelte die Geschäftsführung mit dem Battelle-Institut über eine Änderung des Lizenzabkommens. Für 53.000 Haloid-Aktien und eine dreiprozentige Gewinnbeteiligung bis zum Jahr 1965 erhielt Haloid die gesamten Rechte an der Xerografie. Da Carlson 1944 die Rechte an seiner Erfindung gegen eine 40-prozentige Beteiligung an allen Einnahmen an Battelle abgetreten hatte, standen ihm nun 21.200 Haloid-Aktien plus eine 1,2 % jährliche Gewinnbeteiligung zu. Dies sollte die Grundlage seines späteren Reichtums werden.
Haloids Geschäftsführer Joe Wilson wollte, dass das Engagement des Unternehmens für die Xerografie, die 1956 bereits 40 % der Einnahmen ausmachte, durch eine Änderung des Unternehmensnamens deutlich werden sollte. Er schlug vor, den bisherigen Markennamen Xerox als Firma zu wählen, stieß aber im Vorstand und bei den Aktionären auf großen Widerstand. Als Kompromiss wurde das Unternehmen 1958 in „Haloid Xerox“ umbenannt. Die Umbenennung in Xerox Corporation erfolgte nur drei Jahre später.
Chester Carlson wurde von seinen Kollegen bei Haloid stets als ein rücksichtsvoller, geduldiger und zurückhaltender Mensch beschrieben, der ganz in seiner Arbeit aufging. Er mochte es nicht, im Vordergrund zu stehen und beteiligte sich in den Mittagspausen höchstens an Fachgesprächen. Während seiner ersten Ehe hatte er praktisch nur für seine Erfindung gelebt, doch durch seine zweite Frau Dorris änderte sich sein Leben und Carlson wandte sich zunehmend metaphysischem Gedankengut und Themen wie Wiedergeburt und fernöstlichen Religionen zu.
Durch den Lizenzverkauf an Haloid waren die Carlsons ab 1955 erstmals finanziell unabhängig und konnten aus den wachsenden Einnahmen ihren bescheidenen Lebensstil bestreiten. Carlson gab seinen Posten bei Haloid auf, blieb aber bis zu seinem Tod als Berater für das Unternehmen tätig. Er arbeitete zuhause weiter an Verbesserungen der Xerografie und liebte es, in seiner freien Zeit im Garten ihres kleinen Hauses außerhalb von Rochester zu arbeiten.

### Der erste Kopierautomat
Die Entwicklung des Kopierautomaten war Ende 1959 abgeschlossen. Sechs Geräte wurden bei örtlichen Unternehmen zur Probe aufgestellt um die Marktakzeptanz zu testen. Anders als beim „Model A“ wollte diesmal kein Unternehmen das Gerät zurückgeben. Im Februar 1960 wurden die ersten 50 Maschinen fertiggestellt und ausgeliefert. Fünf Exemplare des „Xerox 914“ (es lieferte fünf Kopien pro Minute bis zum Format 9 × 14 Zoll) getauften Kopierautomaten wurden täglich fertiggestellt. Den Xerox 914 konnte man nicht kaufen, sondern für 95 Dollar im Monat mieten – 2.000 Kopien waren inklusive, für jede weitere wurden 5 Cent berechnet. Die Entwickler hatten die Maschinen für maximal 10.000 Kopien monatlich ausgelegt. Das erschien mehr als ausreichend. Doch die Akzeptanz der neuen Technik übertraf von Anfang an alle Erwartungen: viele Kunden machten im Schnitt 40 bis 50.000 Kopien pro Monat. Um seine Servicetechniker zu entlasten, bot Haloid diesen Kunden jeden weiteren Xerox 914 für nur 25 Dollar im Monat an. Die Produktionsrate wurde auf 25 Geräte pro Tag gesteigert, und das kleine Unternehmen Haloid Xerox hatte große Mühe, mit der ständig wachsenden Nachfrage Schritt zu halten.
Der erste xerografische Kopierautomat wurde das erfolgreichste Industrieprodukt seiner Zeit. Doch nicht nur die gesamte Bürokommunikation wurde durch den Xerox 914 revolutioniert: In den folgenden Jahren wurde der Kopierer in Wissenschaft und Forschung, in Bibliotheken, im Bildungswesen zu einem wichtigen und schon bald unentbehrlichen Kommunikationswerkzeug. Angesichts dieser Auswirkungen stellte Marshall McLuhan in „Das Medium ist die Botschaft“ (1967) Chester Carlsons Erfindung auf eine Stufe mit der Johannes Gutenbergs: „Gutenberg machte die Leute zu Lesern, Xerox macht sie zu Herausgebern.“

### Ein anonymer Wohltäter
Bis 1965 profitierte Carlson unmittelbar von dem Boom der Xerografie. Der Wert der Xerox-Aktien stieg ab den frühen 1960er-Jahren bis auf das Vierzigfache. Er wurde außergewöhnlich wohlhabend und erhielt zahlreiche Ehrungen, behielt jedoch seinen bescheidenen Lebensstil bei. Er fand in der Verteilung seines Reichtums eine neue Aufgabe, die ihn für den Rest seines Lebens beschäftigten sollte. Er erledigte alles selbst, wog jede Anfrage persönlich ab und spendete große Summen für die Rassenintegration, für pazifistische Organisationen, für die Förderung der Demokratie. Er förderte Universitäten, Schulen, Krankenhäuser, Büchereien. Er ließ beispielsweise ein Forschungszentrum für physikalische Chemie am CalTech errichten und finanzierte die Forschungen des Parapsychologen Ian Stevenson über Reinkarnation, für den er einen Lehrstuhl an der University of Virginia stiftete.
Die einzige Bedingung, die Carlson bei all seinen Spenden und Stiftungen stellte, war absolute Anonymität: Er wollte nicht, dass sein Name genannt wurde, sondern widmete sich lieber unter Ausschluss der Öffentlichkeit der Verteilung seines Vermögens. Von seinem auf 150 Millionen Dollar geschätzten Reichtum soll er über 100 Millionen für gemeinnützige Zwecke gespendet haben.
Durch Dorris entdeckte der Wissenschaftler und Forscher Carlson neue Forschungsgebiete für sich: Er nahm in den 60er-Jahren als Versuchsperson an wissenschaftlichen Versuchen zur Traumforschung und Telepathie teil. Gemeinsam mit Dorris studierte er die Schriften der Veden und des Buddhismus, die beide die Lehre von der Wiedergeburt vertreten. Und er entwickelte einen tiefen Glauben, über den er aber nur mit seiner Frau und seinen engsten Freunden sprach.
Aufgrund des großen Erfolges des Xerox 914 wurde Carlson oft zu Vorträgen ins Ausland eingeladen und unternahm zahlreiche Reisen nach Europa, Russland und Indien. Da Dorris nicht gerne unterwegs war, reiste er meistens allein.
Im Frühjahr 1968 – während eines Urlaubs auf den Bahamas – erlitt er einen Herzinfarkt. Dorris brachte ihn in eine Klinik, die er erst nach drei Wochen verlassen konnte. Er erholte sich wieder und setzte seine Arbeit fort. Im September fuhr er mit Dorris nach New York City. Am Nachmittag des 15. Septembers sah er sich zwischen zwei Verabredungen in einem Kino die englische Komödie „He Who Rides a Tiger“ an. Nach dem Ende des Films wollte der Platzanweiser den vermeintlich Schlafenden wecken, doch Chester F. Carlson war während des Films im Alter von 62 Jahren gestorben. Dorris organisierte vor Ort eine kleine private Trauerzeremonie für ihren Mann, die große offizielle Trauerfeier fand am 26. September in Rochester statt.
Nach Carlsons Tod führte Dorris seine wohltätige Arbeit gemeinsam mit der von ihr adoptierten Catherine B. Carlson fort. Catherine kannte die Carlsons bereits seit Mitte der 1950er-Jahre und war eine gute Freundin des Ehepaares. Dorris Carlson starb 1998 im Alter von 94 Jahren. Heute leitet Catherine den „Chester and Dorris Carlson Charitable Trust“, mit dem sie das philanthropische Werk der beiden Verstorbenen fortsetzt.
Die „Ur-Xerografie“ von Chester Carlson und Otto Kornei sowie Chesters Kopierermodell befinden sich in der Smithsonian Institution in Washington D.C. – Chesters gesammelte Aufzeichnungen gehören der New York Public Library und können dort sowie in der Bücherei der University of Rochester auf Mikrofilm eingesehen werden.
Noch heute, 60 Jahre nach der Einführung der Xerografie, kommt die von Carlson erfundene Technik in nahezu allen größeren Kopierautomaten zum Einsatz. Allerdings nun in digitaler Form, als Laser- oder LED-Druck in Schwarzweiß oder Farbe. Der digitale xerografische Farbdruck kann sich schon seit Jahren qualitativ mit dem Offsetdruck messen, bietet aber im Vergleich dazu ein zuvor unbekanntes Maß an Flexibilität. Aus den Bürokopierautomaten von 1960 sind heute regelrechte Kommunikationszentralen geworden, die Dokumente senden und empfangen, elektronisch verteilen und archivieren, als fertig gebundene Bücher ausdrucken und nach wie vor auf Knopfdruck fotokopieren. Dass wir uns heute nicht mehr vorstellen können, ohne Fotokopierer auszukommen, ist ein sicheres Indiz dafür, dass Chester F. Carlson mit seiner Erfindung die Welt verändert hat.
1968 wurde er noch in die American Academy of Arts and Sciences gewählt.